# Stulicha psia
Stulicha psia (Descurainia sophia) – gatunek rośliny należący do rodziny kapustowatych. Znana też jako stulisz właściwy.

## Rozmieszczenie geograficzne
Rodzimy obszar występowania obejmuje Europę, znaczną część Azji oraz Algierię, Egipt, i Maroko w Afryce Północnej. Rozprzestrzenia się też gdzieniegdzie poza rejonem swojego rodzimego występowania na obszarach o umiarkowanym klimacie. W polskiej florze jest pospolitym na całym obszarze archeofitem.

## Morfologia

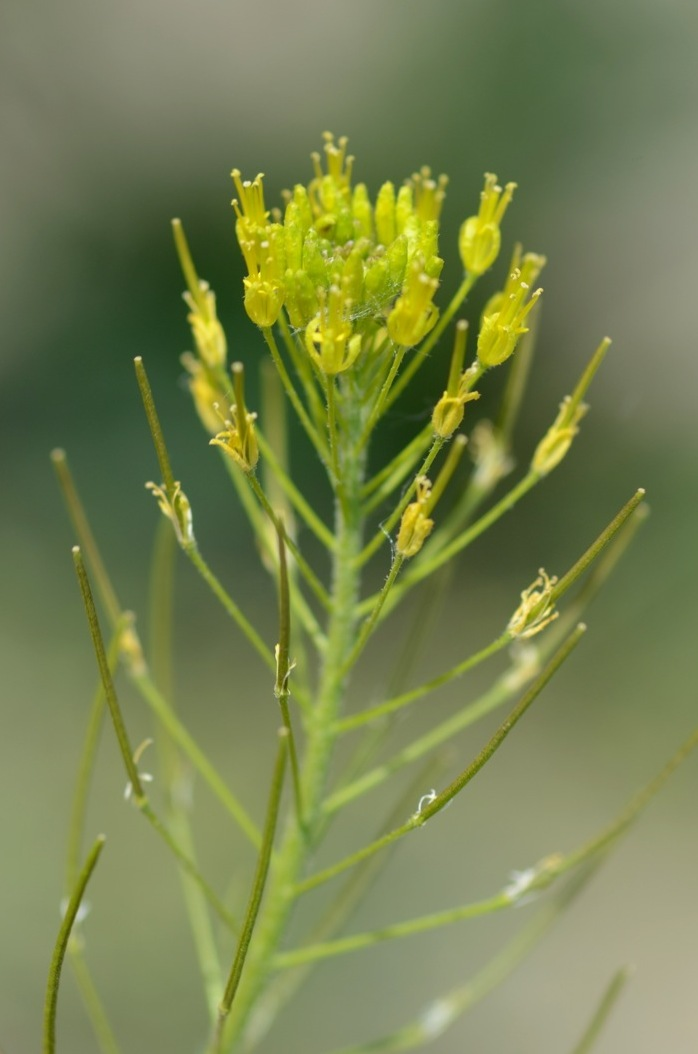
Kwiaty i owoce

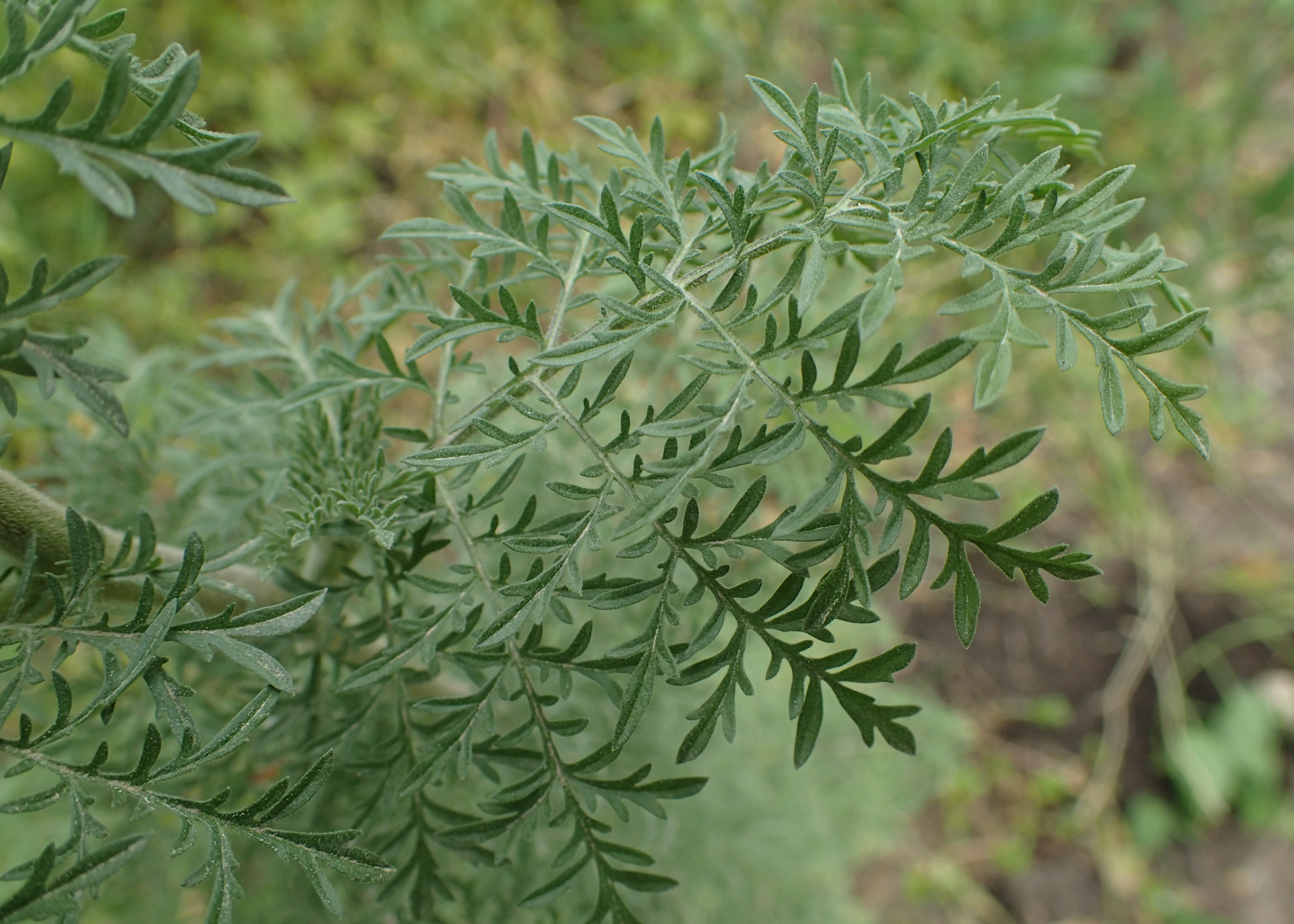
Liść

ŁodygaWyprostowana, wzniesiona i zwykle rozgałęziona, krótko owłosiona. Wysokość 20-100 cm.
LiścieSzarozielone, dwu- lub trzykrotnie pierzastosieczne z równowąsko lancetowatymi łatkami, nie szerszymi niż jeden milimetr. Liście gęsto gwiazdkowato owłosione.
KwiatyBladożółte płatki, długie na 2 milimetry, tak duże jak kielich. Czasami brak płatków. Kwiaty w gronie bez przysadek. Kwitnie od maja do lipca, czasami do września, jest owadopylna lub samopylna.
OwoceWzniesiona, sierpowato zgięta łuszczyna ku górze, ok. półtora razy dłuższa od szypułki. Nasiona roznoszone są przez wiatr, a także przez ludzi i zwierzęta.

## Biologia i ekologia
Roślina jednoroczna lub (czasami) dwuletnia. Siedlisko: pola, drogi, wysypiska, nasypy piaszczyste. Pospolity chwast. Jest rośliną azotolubną, dobrym wskaźnikiem gleb bogatych w azot. W klasyfikacji zbiorowisk roślinnych gatunek charakterystyczny dla All. Sisymbrion, Ass. Sisymbrietum sophiae. Roślina trująca - ziele zawiera glukozyd siarkocyjanianowy i w większych ilościach jest lekko trujące.

## Płodność
Gatunek o bardzo wysokiej płodności. Liczba nasion z rośliny w stanowisku ruderalnym wynosi nieco ponad 4 tysiące, a na polach uprawnych sięga blisko 76 tysięcy. Rekordowa płodność z jednej rośliny tego gatunku to niemal 1,1 miliona nasion.